# هتل پارسیان آزادی خزر
هتل پارسیان آزادی خزر (قبلا هتل‌هایت و سپس هتل انقلاب خزر نیز نامیده شد) هتل ۵ ستاره در شهرستان چالوس است. ضلع شمالی این هتل مشرف به دریای خزر است و ضلع جنوبی رو به جنگل شمشاد نمک‌آب‌رود قرار دارد. هتل پارسیان آزادی خزر روبروی نمک آبرود و در ۱۲ کیلومتری شهر چالوس واقع شده‌است. این هتل در سال ۱۳۵۴ مورد بهره‌برداری قرار گرفت.
پس از انقلاب با عنوان هتل انقلاب خزر تحتِ پوشش بنیاد علوی قرار گرفت. پس از آن با واگذاری آن به بنیاد مستضعفان تحت پوشش سازمان سیاحتی و مراکز تفریحی و در مجموعه هتل‌های زنجیره ای شرکت هتل‌های بین‌المللی پارسیان درآمد.

## امکانات
هتل‌ هایت یا هتل پارسیان جزئی از ۵ هتل برتر دنیا بود که در سال ۱۳۴۷ با سرمایه‌گذاری بانک عمرانی و توسط شرکت مرکوری و مهندسین آمریکایی تأسیس شد و در سال ۱۳۵۵ توسط شاه و سادات افتتاح شد. هتل‌هایت چالوس در حال حاضر دارای ۳۸۶ تخت، ۱۵۳ اتاق و ۱۷سوئیت می‌باشد. این هتل دارای ۱۶۳ باب اتاق و سوئیت است که از این تعداد ۲ باب سوئیت رویال، ۳ باب سوئیت لاکچری، ۱۰ باب سوئیت جونیور و ۱۴۶ باب اتاق ۲ و ۳ تخته رو به دریا و جنگل است. هتل دارای رستوران صدف، کافی شاپ، آلاچیق، بوفه، چشم‌انداز، فست فود، سالن‌های سمینار الماس، آریانا و مروارید می‌باشد. زمین تنیس، سونا، جکوزی، شهر بازی، بازارچه، پیست کارتینگ، دوچرخه سواری از امکانات تفریحی دیگر می‌باشد.